# Bjärsträsk
Bjärsträsk är en sjö i Gotlands kommun i Gotland och ingår i Snoderåns huvudavrinningsområde. Sjön är 3,3 meter djup, har en yta på 0,008 kvadratkilometer och är belägen 45 meter över havet. Vid provfiske har abborre, mört och sutare fångats i sjön.